# Нек иде живот
Нек иде живот је српска ситком телевизијска серија која се приказивала од 7. октобра до 6. децембра 2019. године на каналу Суперстар ТВ. Током 2021. године се приказивала на каналу РТВ Пинк.

## Радња
У центру пажње ситкома Нек иде живот су чланови породице Савковић — мајка Грозда, поносна власница цвећаре коју игра Љиљана Стјепановић, њени синови Љубиша и Синиша, које играју Миодраг Фишековић и Милан Ковачевић, ћерка Силвана коју је отелотворила Паулина Манов и снаја Катарина, коју игра Анђелка Прпић.
Кроз четрдесет четири епизоде продефиловаће преко стотину разних глумаца који ће оживети галерију разноврсних ликова који обожавају, исмејавају, злостављају, избегавају, оговарају и прогањају чудесну породицу Савковић.

## Главне улоге
| Глумац             | Улога                 |
| ------------------ | --------------------- |
| Љиљана Стјепановић | Грозда                |
| Миодраг Фишековић  | Љубиша                |
| Милан Ковачевић    | Синиша                |
| Паулина Манов      | Силвана               |
| Анђелка Прпић      | Катарина              |
| Небојша Љубишић    | Брана, власник кафане |

## Епизодне улоге
| Глумац                | Улога             |
| --------------------- | ----------------- |
| Петар Јовановић       | Пера              |
| Јелица Сретеновић     | Радмила           |
| Миња Пековић          | Божица            |
| Љубиша Милишић        | Москри            |
| Катарина Марковић     | Анђела            |
| Бојана Тушуп          | Ђурђа             |
| Радомир Николић       | Пеђа              |
| Милена Васић          | Сандра            |
| Душан Радовић         | Добривоје         |
| Слађана Влајовић      | Директорка        |
| Милован Филиповић     | Горан             |
| Марија Каревић        | Вишња             |
| Весна Кљајић Ристовић | Цаца              |
| Миљан Прљета          | Жожа              |
| Жарко Степанов        | Мајкл             |
| Предраг Дамњановић    | Мирче             |
| Александар Гајин      | Средоје           |
| Владимир Грбић        | инспектор         |
| Миа Симоновић         | Цока              |
| Ема Стојановић        | Стана             |
| Даница Тодоровић      | Лола              |
| Тијана Караичић       | Мирчетова жена    |
| Иван Томић            | Лав               |
| Дејан Тончић          | Борко             |
| Немања Бајић          | Младић            |
| Милена Ђорђевић       | Габи              |
| Милош Ђорђевић        | глас инспектора   |
| Нинослав Ђорђевић     | лекар             |
| Тијана Марковић       | Ања               |
| Тања Пјевац           | Неда              |
| Ивана Николић         | директорка фирме  |
| Гордана Каменаровић   | Даринка           |
| Соња Кнежевић         | Зорка             |
| Маја Колунџија        | службеница банке  |
| Марко Марковић        | адвокат Дрњаковић |
| Лора Мерсак           | Лена              |
| Злата Нуманагић       | Добрила           |
| Исидора Рајковић      | Мара              |
| Љубиша Ристовић       | поп Драшко        |
| Сандра Родић Јанковић | Цвета             |
| Мирка Васиљевић       | Жанка             |
| Марина Воденичар      | Зорица            |
| Марина Алексић        | Исидора           |
| Драгана Дабовић       | Дорис             |
| Ђорђе Ерчевић         | Вукота            |
| Бранислав Јерковић    | Србољуб           |
| Љубинка Кларић        | Михаела           |
| Маријана Мићић        | Соња              |
| Ненад Пећинар         | Дејан             |
| Јелена Томић          | Зоја              |
| Душан Вукашиновић     | опасан тип        |
| Милена Живановић      | Живана            |
| Владимир Ђурђевић     | Сима              |
| Ервин Хаџимуртезић    | Шоне              |
| Исидор Јанковић       | Васа              |
| Снежана Јеремић       | Петра             |
| Теодора Марчета       | девојка 1         |
| Владан Митић          | Јовета            |
| Невена Неранџић       | Сања              |
| Ивана Поповић         | Наталија          |
| Андреј Томин          | Борков син        |
| Мирољуб Турајлија     | Верољуб           |
| Синиша Ђорђевић       | покераш 1         |
| Мирко Марковић        | пијани гост       |
| Дује Мартиновић       | младић 2          |
| Милан Милосављевић    | Јевта             |
| Дамир Палуска         | Раша              |
| Аница Петровић        | Тања              |
| Миодраг Ракочевић     | Пијани гост       |
| Ана Сакић             | Екстра Гага       |
| Јелена Симић          | девојка 2         |
| Владан Јаковљевић     | покераш 2         |
| Ивана Вукчевић        | страшна Цица      |
| Огњен Петковић        | порески инспектор |
| Јелена Ракочевић      | Тина Славковић    |